# دانا دي أرموند
دانا دي أرموند (بالإنجليزية: Dana DeArmond)‏ (و. 1979  م) هي ممثلة إباحية أمريكية.

## وصلات خارجية
- دانا دي أرموند على موقع IMDb (الإنجليزية)
- دانا دي أرموند على موقع ألو سيني (الفرنسية)
- دانا دي أرموند على موقع قاعدة بيانات الفيلم (الإنجليزية)
- دانا دي أرموند على موقع كينوبويسك (الروسية)
- دانا دي أرموند في قاعدة بيانات الأفلام على الإنترنت